# Panama ai Giochi della XXIX Olimpiade
Panama ha partecipato ai Giochi della XXIX Olimpiade di Pechino, svoltisi dall'8 al 24 agosto 2008, con una delegazione di 5 atleti.

## Medaglie
| Medaglia | Atleta          | Sport            | Evento                  |
| -------- | --------------- | ---------------- | ----------------------- |
| Oro      | Irving Saladino | Atletica leggera | Salto in lungo maschile |

## Atletica leggera
| 400 m ostacoli | Bayano Kamani | 49"05 | 4 | 50"48 | 8 |  |  |  |  |

| Gara           | Atleta          | Qualificazioni | Qualificazioni | Finale | Finale |
| Gara           | Atleta          | Misura         | Pos.           | Misura | Pos.   |
| -------------- | --------------- | -------------- | -------------- | ------ | ------ |
| Salto in lungo | Irving Saladino | 8,01 m         | 9              | 8,34 m |        |

## Nuoto
| Gara        | Atleta          | Batterie | Batterie | Semifinali | Semifinali | Finale | Finale |
| Gara        | Atleta          | Tempo    | Pos.     | Tempo      | Pos.       | Tempo  | Pos.   |
| ----------- | --------------- | -------- | -------- | ---------- | ---------- | ------ | ------ |
| 100 m rana  | Edgar Crespo    | 1'03"72  | 53       |            |            |        |        |
| 100 m dorso | Christie Bodden | 1'07"18  | 47       |            |            |        |        |

## Scherma
| Gara              | Atleta         | Sedicesimi                      | Ottavi                          | Quarti | Semifinali | Finale |
| ----------------- | -------------- | ------------------------------- | ------------------------------- | ------ | ---------- | ------ |
| Spada individuale | Jesika Jiménez | Yana Shemyakina (Ucraina) 15-13 | Imke Duplitzer (Germania) 10-15 |        |            |        |